# Ferdinando Russo (politico 1930)
Ferdinando Russo (Giuliana, 1º febbraio 1930 – luglio 2024) è stato un politico italiano.